# NGC 5597
NGC 5597 is een balkspiraalstelsel in het sterrenbeeld Weegschaal. Het hemelobject werd op 14 mei 1784 ontdekt door de Duits-Britse astronoom William Herschel.

## Synoniemen
- MCG -3-37-2
- VV 446
- IRAS 14216-1632
- PGC 51456